# 코코넛 긁개

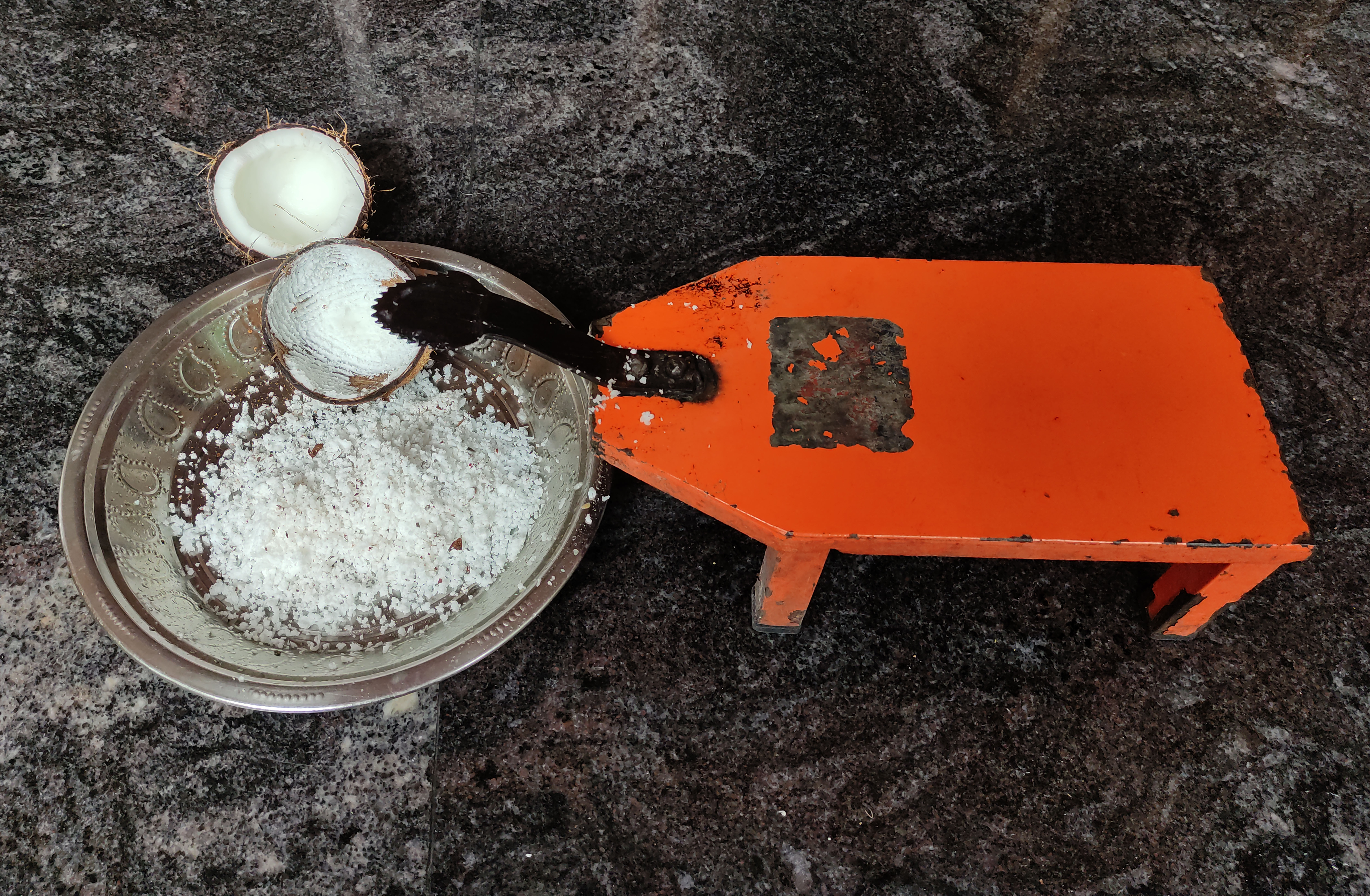
코코넛 긁개

코코넛 긁개(영어: coconut scraper 코코넛 스크레이퍼[*])는 코코넛의 과육을 긁어내는 도구이다. 잘 익은 코코넛의 과육을 코코넛 긁개로 긁어 짜면 코코넛밀크를 얻을 수 있다. 영어권에서는 그레이터의 하나로 보아 "코코넛 그레이터(coconut grater)"라 부르기도 한다.
자메이카에서는 코코넛 긁개를 코미나, 존카누, 멘토 등의 전통 음악을 연주하는 악기로 사용하기도 한다.

## 이름
- 동아프리카: 음부지(스와힐리어: mbuzi)
- 라오스: 까따이(라오어: ກະຕ່າຍ)
- 말레이시아: 쿠쿠란(말레이어: kukuran)
- 인도: 치라바(말라얄람어: ചിരവ), 투루부발라가이(타밀어: துருவுபலகை)
- 인도네시아: 렐리위트(언어 오류(mqs): leliwit), 시우시우(언어 오류(tft): siusiu), 쿠쿠란(순다어: kukuran)
- 태국: 끄라따이(태국어: กระต่าย), 응아로잇(언어 오류(urk): งารอยจ)
- 토켈라우: 히히(토켈라우어: hihi)
- 필리핀: 카바요(세부아노어: kabayo), 쿠드코란(세부아노어: kudkoran)

## 같이 보기
- 강판
- 긁개